# Rubén Gregorio Delgado Carmona
Rubén Gregorio Delgado Carmona (* 16. März 1968 in Trujillo) ist ein venezolanischer römisch-katholischer Geistlicher und Bischof von San Felipe.

## Leben
Rubén Gregorio Delgado Carmona studierte von 1986 bis 1989 Philosophie am Priesterseminar in Caracas und von 1990 bis 1994 Katholische Theologie an der Päpstlichen Lateranuniversität in Rom. Am 23. April 1994 empfing Delgado Carmona in der Kirche des Päpstlichen Römischen Priesterseminars das Sakrament der Priesterweihe für das Bistum Trujillo. Nach weiterführenden Studien erlangte er 1996 an der Päpstlichen Akademie Alfonsiana ein Lizenziat im Fach Moraltheologie. Während seiner Studienzeit in Rom war er Alumnus des Päpstlichen Römischen Priesterseminars.
Nach der Rückkehr in seine Heimat war Delgado Carmona von 1996 bis 1998 als Pfarrer der Pfarrei Santa Ana in Trujillo tätig. Von 1998 bis 2002 lehrte er am Priesterseminar des Erzbistums Mérida. 2002 setzte er seine Studien in Rom an der Päpstlichen Lateranuniversität fort und erwarb 2004 ein Lizenziat im Fach Kanonisches Recht. Neben seinem Studium wirkte er von 2002 bis 2004 als Pfarrvikar der Pfarrei Santa Maria Regina Pacis a Monte Verde im Bistum Rom. Anschließend fungierte Delgado Carmona ein Jahr als Subregens des Priesterseminars des Erzbistums Mérida, bevor er 2005 dessen Spiritual und 2006 schließlich dessen Regens wurde. Zudem wirkte er als Kaplan am Hospital Dr. José Gregorio Hernández in Trujillo (2006–2014) und der Siervas del Santísimo Sacramento in Trujillo (2006–2012) sowie als Militärkaplan des Bataillons Rivas Dávila in Trujillo (2008–2021). Außerdem war er von 2009 bis 2012 Offizial des Bistums Trujillo und von 2011 bis 2012 Direktor des diözesanen Exerzitienhauses. Von 2012 bis 2021 fungierte Delgado Carmona als Generalvikar des Bistums Trujillo. In dieser Zeit war er zusätzlich Pfarrer der Pfarrei Nuestra Señora de Chiquinquirá in Trujillo (2012–2015) und der Kathedrale Nuestra Señora de la Paz in Trujillo (2015–2018) sowie Richter am diözesanen Kirchengericht (2013–2021). Während der Sedisvakanz nach dem Tod von Cástor Oswaldo Azuaje Pérez OCD leitete Delgado Carmona vom 13. Januar bis zum 8. Oktober 2021 das Bistum Trujillo als Diözesanadministrator. Anschließend wurde er erneut Generalvikar.
Am 29. November 2024 ernannte ihn Papst Franziskus zum Bischof von San Felipe. Der Bischof von Trujillo, José Trinidad Fernández Angulo, spendete ihm am 8. Februar 2025 in der Kathedrale San Felipe Apóstol in San Felipe die Bischofsweihe; Mitkonsekratoren waren der Bischof von Ciudad Guayana, Carlos Alfredo Cabezas Mendoza, und der Erzbischof von Maracaibo, José Luis Azuaje Ayala.